# ناحیه کاتو، میشیگان
ناحیه کاتو (به انگلیسی: Cato Township) یک منطقهٔ مسکونی در ایالات متحده آمریکا است که در شهرستان مونتکالم، میشیگان واقع شده‌است.
 ناحیه کاتو ۹۳٫۴ کیلومتر مربع مساحت و ۲٬۹۲۰ نفر جمعیت دارد و ۲۹۱ متر بالاتر از سطح دریا واقع شده‌است.